# 武田道安
武田 道安（たけだ どうあん）は、江戸時代前期の医師。後水尾天皇や東福門院、徳川秀忠・家光父子らの診療にあたった当時の高名な医師であり、儒学・漢詩や茶の湯などにも通じた。諱は信重（のぶしげ）、院号は猟徳院。

## 生涯
道安の家は安芸武田氏の流れを汲み、伊予国に移り住んだ家系という。父は武田信治（修理）、母は杉原春良の娘。
父の武田信治は伊予国の戦国大名河野通直に仕え、河野氏の滅亡後は仙石秀久に属した。しかし、秀久が戸次川の戦いでの敗戦に関連して豊臣秀吉に信治を讒言したため、信治自らは高野山へ隠遁、妻子は安芸国竹原に隠れ住む事を余儀なくされたという。その後信治は、織田信雄が伊予国を訪れた際に出仕し、生涯扶助を受けたという。
没年と享年からの逆算によれば、道安は天正12年（1584年）生まれ。京都に上り、同族の縁がある建仁寺の英甫永雄長老に学んだ。その後、京都で医師となった。浅野幸長に仕えて紀伊国との間を往来する一方、藤原惺窩を師として儒学を学んだ。
御所にもしばしば出入りし、元和9年（1623年）5月27日には後水尾天皇を診察、これにより法眼に叙せられた。また東福門院の診療にも当たっている。寛永8年（1631年）9月18日、大御所徳川秀忠の病気を診察するために召し出されて江戸に出ている。翌寛永9年（1632年）11月28日には再び江戸に召し出されて将軍徳川家光を診察、処方を行って大いに薬効があったといい、寛永11年（1634年）の家光の上洛の際に同道して京都に帰った。以後、しばしば江戸と京都を往来しており、将軍徳川家光や徳川義直・徳川頼宣ら将軍家一族や諸侯を診察した。正保元年（1644年）1月22日、徳川頼宣の平癒を賞されて法印に叙された。
承応3年（1654年）9月21日、将軍徳川家綱の命を受けて京都に至る。明暦2年（1656年）12月23日、東福門院に附属され、幕府から月俸として100人扶持を与えられる。
寛文5年（1665年）5月9日死去、82歳没。京都郊外鷹峯の抱屋敷に、儒式の礼で葬られた。

## 人物
- 諸大名含めて交友関係が広く、伯父の萩藩士杉原景良が正保3年（1646年）に益田元尭の改革によって浪人となった際、松平直政（毛利氏と縁戚であった）に依頼して景良を毛利家に帰参させている[注釈 5]。
- 茶の湯などの芸事にも優れていた。江岑宗左の茶会記には亭主や客として15回名が見えるという[9]。千宗旦は道安の茶会に2回参席しており[9]、また道安が小堀遠州の茶会に参席したこともある[9]。道安は長次郎の黒茶碗「東陽坊」を所持していた[10]。
- 学問にも優れ、特に儒学を好み藤原惺窩や林羅山に師事した。なお、当時の医学教育において儒学を含む古典は必修科目であった[11]。
- 一般に歌人・俳人・国学者として知られる北村季吟は、医者の家に生まれ[12][注釈 10]、自らも医師となり[13]、幕府歌学方に招かれた際にも幕府医官としての待遇を受けている[11]人物である。季吟の医術の師は道安であり[12]、『季吟日記』にも道安を訪ねたことが記されている[14]。季吟が『大和物語抄』を著した際には、道安の二男である武田杏仙が「家父の高弟」である季吟のために漢文の序を寄せている[12]。

## 系譜
弟の武田岌淵（武田信勝）も法眼に叙せられた医師で、後水尾上皇を診察している。鹿苑寺の鳳林承章が著した『隔蓂記』にも道安と岌淵の兄弟はしばしば登場しており、当代の名医であった。
『寛政重修諸家譜』には、道安の子として5男6女が記されている。武田猟徳院家は嫡男の信良（2代目道安）が継ぎ、子孫は道安の名を受け継いでいる。2代目道安は幕府と朝廷に出仕し京都で没したが、3代目道安（武田信広）は江戸に住み、奥医師を務めた。
二男の武田杏仙（長春院、武田信成）も幕府医官となって別家を立てた。伊沢蘭軒の医術の師としても知られる武田叔安（武田信郷）は、黒川家から武田長春院家を継いだ人物である。